# Yvor Winters
Arthur Yvor Winters (geboren am 17. Oktober 1900 in Chicago, Illinois; gestorben am 25. Januar 1968 in Palo Alto, Kalifornien) war ein amerikanischer Dichter und Literaturkritiker. Er war Universitätsprofessor an der Universität Stanford.

## Leben
Winters wurde in Chicago geboren und wuchs in Eagle Rock in Kalifornien auf. 1917 immatrikulierte er sich an der University of Chicago, musste aber sein Studium wegen einer Tuberkuloseerkrankung abbrechen und begab sich zur Kur nach Santa Fe, New Mexico, wo die trockene Wüstenluft die Symptome seiner Krankheit milderte. 1923–24 arbeitete er als Lehrer in Bergbaustädten in New Mexico, bis er sich 1925 an der University of Colorado einschrieb. 1926 heiratete er die Schriftstellerin Janet Lewis. Nachdem er seinen M.A. im Fach Romanistik erhalten hatte, lehrte er zunächst zwei Jahre an der University of Idaho in Moscow. 1928 folgte er einem Ruf der Stanford University, wo er bis zu seiner Pensionierung 1966 lehren sollte. Er starb zwei Jahre später. 1934 erhielt er in Stanford seinen Ph.D., ab 1949 war er dort ordentlicher Professor. Besonders in den 1950er Jahren engagierte er sich dort für – zu dieser Zeit auch an amerikanischen Universitäten noch rare – Programme, in denen er angehende junge Dichter in poetischer Praxis unterwies. 1956 wurde er in die American Academy of Arts and Letters und 1963 in die American Academy of Arts and Sciences gewählt. Heute bekannte Winters-Schüler sind Donald Stanford, Thom Gunn, Donald Hall und Robert Pinsky.

## Werk
Im Tuberkulosesanatorium in New Mexico schrieb Winters seine ersten Gedichte, die thematisch stark von der Mythologie der indianischen Ureinwohner geprägt sind, sich in der Diktion aber stark an die zeitgenössische Moderne anlehnen. Neben dem Imagismus, wie ihn etwa H. D. oder Ezra Pound propagierten, war es vor allem das Frühwerk Hart Cranes, das Winters in diesen Jahren stark beeinflusste. Bis zu dem Zerwürfnis von 1930, als er The Bridge, das Hauptwerk des Freundes, verriss, stand Winters mit Crane in Korrespondenz. Winters distanzierte sich radikal von den sprachlichen Experimenten der Moderne; seine späteren Werke sind von formaler Strenge geprägt. Winters sah diese auch als einen Ausdruck moralischer Standhaftigkeit an und forderte sie auch von anderen Dichtern ein. Zwar schrieb er bis zu seinem Lebensende Lyrik, doch erregte vor allem seine Literaturkritik Aufsehen. Winters wurde dem New Criticism zugerechnet, da John Crowe Ransom ihm in seiner Anthologie The New Critics ein ganzes Kapitel widmete. Sein moralischer und konservativer Formalismus, unterscheidet ihn jedoch deutlich vom New Criticism.
Zwar schrieb Winters bis zu seinem Lebensende gelegentlich Lyrik, doch erregte er vor allem durch seine Literaturkritik Aufsehen. Gelegentlich wird er den New Critics zugerechnet, da John Crowe Ransom ihm in seiner Anthologie The New Critics, die dieser literaturtheoretischen Schule den Namen gab, ein ganzes Kapitel widmete, doch unterscheidet er sich von diesen durch seinen recht konservativen Formalismus. So wandelte er sich vom modernistischen Dichter ab etwa 1930 zu einem der prominentesten Kritiker der heute kanonischen Moderne – besonders bekannt ist etwa sein Verriss von The Bridge, des Hauptwerks seines Freundes Hart Crane. William Carlos Williams nannte er einst einen „Langweiler“, Ezra Pound charakterisierte er als einen „Mann, den der Klang seiner eigenen Stimme tief bewegt.“ Winters war ein stark wertender Kritiker und regte einige Kanonrevisionen an, die vom akademischen Mainstream zwar diskutiert wurden und werden, sich aber in der Literaturgeschichte kaum niedergeschlagen haben. So erstellte er etwa einen alternativen Kanon der elisabethanischen Dichtung, in der er zuungunsten von Edmund Spenser und Philip Sidney der „anti-Petrarchischen“ Dichtung des 16. Jahrhunderts zu mehr Beachtung verhelfen wollte und zur Lektüre von bis dato kaum beachteten Dichtern wie George Gascoigne anhielt. Ebenso eigenwillig ist Winters’ Kritik der Lyrik des 19. Jahrhunderts. Wie die New Critics war er ein scharfer Kritiker der romantischen Dichtung und scheute sich nicht, auch „heilige Kühe“ wie Ralph Waldo Emerson und Emily Dickinson aufs schärfste zu kritisieren und favorisierte wiederum relativ unbekannte Poeten wie Edwin Arlington Robinson und Frederick Goddard Tuckerman, dessen bis dahin völlig unbekanntes Werk The Cricket er als „das wahrscheinlich beste Gedicht in englischer Sprache im 19. Jahrhundert“ benannte.

## Werke

### Gedichte
- Diadems and Fagots (1921)
- The Immobile Wind (1921)
- The Magpie's Shadow (1922)
- The Bare Hills (1927)
- The Proof (1930)
- The Journey and Other Poems (1931)
- Before Disaster (1934)
- Poems (1940)
- The Giant Weapon (1943)
- To the Holy Spirit (1947)
- Three Poems (1950)
- Collected Poems (1952, 2. erweiterte Ausgabe 1960)
- The Early Poems of Yvor Winters, 1920-1928 (1966)
- The Collected Poems of Yvor Winters (1978)
- Uncollected Poems 1919–1928 (1997)
- Uncollected Poems, 1929–1957 (1997)
- Yvor Winters: Selected Poems (2003)